# Monte Radicchio, Rupe di Calvenzano
Monte Radicchio, Rupe di Calvenzano este o arie protejată (arie specială de conservare — SAC, sit de importanță comunitară — SCI, arie de protecție specială avifaunistică — SPA) din Italia întinsă pe o suprafață de 1.382 ha, integral pe uscat.

## Localizare
Centrul sitului Monte Radicchio, Rupe di Calvenzano este situat la coordonatele 44°19′15″N 11°07′37″E / 44.320833°N 11.126944°E.

## Înființare
Situl Monte Radicchio, Rupe di Calvenzano a fost declarat sit de importanță comunitară în decembrie 1995 pentru a proteja 25 de specii de animale. Alte tipuri de protecție:
- arie de protecție specială avifaunistică (în octombrie 2012)[3]
- arie specială de conservare (în martie 2019)[2][4][5]

## Biodiversitate
Situată în ecoregiunea continentală, aria protejată conține 11 habitate naturale: Păduri de Quercus ilex și Quercus rotundifolia, Păduri aluvionare cu Alnus glutinosa și Fraxinus excelsior (Alno-Padion, Alnion incanae, Salicion albae), Păduri de Castanea sativa, Pseudostepă cu ierburi și specii anuale de Thero-Brachypodietea, Păduri de stejar alb estice, Pante stâncoase calcaroase cu vegetație casmofită, Formațiuni de Juniperus communis pe lande sau pajiști calcaroase, Pajiști uscate seminaturale și facies de acoperire cu tufișuri pe substraturi calcaroase (Festuco-Brometalia) (* situri importante pentru orhidee), Păduri pe pante, grohotișuri și ravene de Tilio-Acerion, Pajiști carstice calcaroase sau bazofile, de Alysso-Sedion albi, Galerii de Salix alba și de Populus alba.
La baza desemnării sitului se află mai multe specii protejate:
- păsări (16): acvilă de munte (Aquila chrysaetos), caprimulg (Caprimulgus europaeus), lăstun de casă (Delichon urbicum), Falco biarmicus, șoim călător (Falco peregrinus), Hippolais polyglotta, rândunică (Hirundo rustica), sfrâncioc roșiatic (Lanius collurio), ciocârlie de pădure (Lullula arborea), privighetoare (Luscinia megarhynchos), muscar sur (Muscicapa striata), viespar (Pernis apivorus), codroșul de pădure (Phoenicurus phoenicurus), silvie roșcată (Sylvia cantillans), silvie de câmp (Sylvia communis), pupăză (Upupa epops)
- mamifere (3): lupul (Canis lupus), liliac cu urechi mari (Myotis bechsteinii), liliacul mic cu potcoavă (Rhinolophus hipposideros)
- nevertebrate (4): Austropotamobius pallipes, croitorul mare al stejarului (Cerambyx cerdo), Euplagia quadripunctaria, rădașcă (Lucanus cervus)
- pești (2): Barbus plebejus, Telestes muticellus

Pe lângă speciile protejate, pe teritoriul sitului au mai fost identificate 11 specii de plante, 1 specie de amfibieni, 9 specii de mamifere, 1 specie de nevertebrate, 4 specii de reptile.